# 나폴리 페데리코 2세 대학교
나폴리 페데리코 2세 대학교(이탈리아어: Università degli Studi di Napoli Federico II)는 이탈리아 캄파니아주 나폴리에 있는 공립 연구 대학이다. 1224년에 설립되었으며 창립자인 프리드리히 2세의 이름을 따서 명명된 이 대학은 세계에서 가장 오래된 공립, 세속, 비종교 또는 국가 자금 지원 대학이며 지속적으로 운영되고 있는 세계에서 가장 오래된 10대 대학 중 하나이다.

## 같이 보기
- 국제 의학 입학 시험
- 밀라노 대학교
- 지속적으로 운영되고 있는 가장 오래된 대학 목록
- 캄파니아 루이지 반비텔리 대학교(나폴리 제2대학교)